# Рессетинская культура
Рессетинская культура — археологическая культура финального палеолита Центральной России, в частности в бассейне Верхней Оки, Клязьмы, Верхней Волги и Западной Двины (области Московская, Тверская, Рязанская, Калужская, северо-восток Белоруссии).
Выделена в 1983 году московским археологом А. Н. Сорокиным. Названа по стоянке Рессета 3 в Калужской области на реке Рессета. Все стоянки найдены на берегах древних озёр.
Исходя из геологических определений, геоморфологический данных и косвенных признаков, хронологическая позиция рессетинской культуры должна соответствовать отрезку после валдайского максимума и до начала голоцена, то есть от 14—13 тыс. л. н. до 10,2—9,8 тыс. лет назад — позднепалеолитическое—раннемезолитическое время. Среди находок — кремнёвые пластины, резцы, скребки, наконечники стрел.